# Brama Nowa w Krakowie
Brama Nowa – XIV-wieczna brama w Krakowie, wchodząca w skład fortyfikacji miejskich, znajdująca się niegdyś u wylotu dzisiejszej ulicy Siennej. Rozebrana w 1812 roku.
Data powstania bramy nie jest jednoznaczna (różne źródła podają trzy różne prawdopodobne daty: 1328, 1338 lub 1395). Swoją nazwę zawdzięcza faktowi, że była najmłodszą bramą (najpóźniej zbudowaną). Obok bramy stała Wieża Piekarska. Była jedną z ośmiu bram obok floriańskiej, sławkowskiej, grodzkiej, wiślnej, szewskiej, mikołajskiej-rzeźniczej (Brama na Gródku), pobocznej. Za jej obronę do XVI wieku odpowiedzialny był cech rzeźników, a później piekarzy. Brama wraz z całym zespołem została rozebrana w 1812.

## Galeria

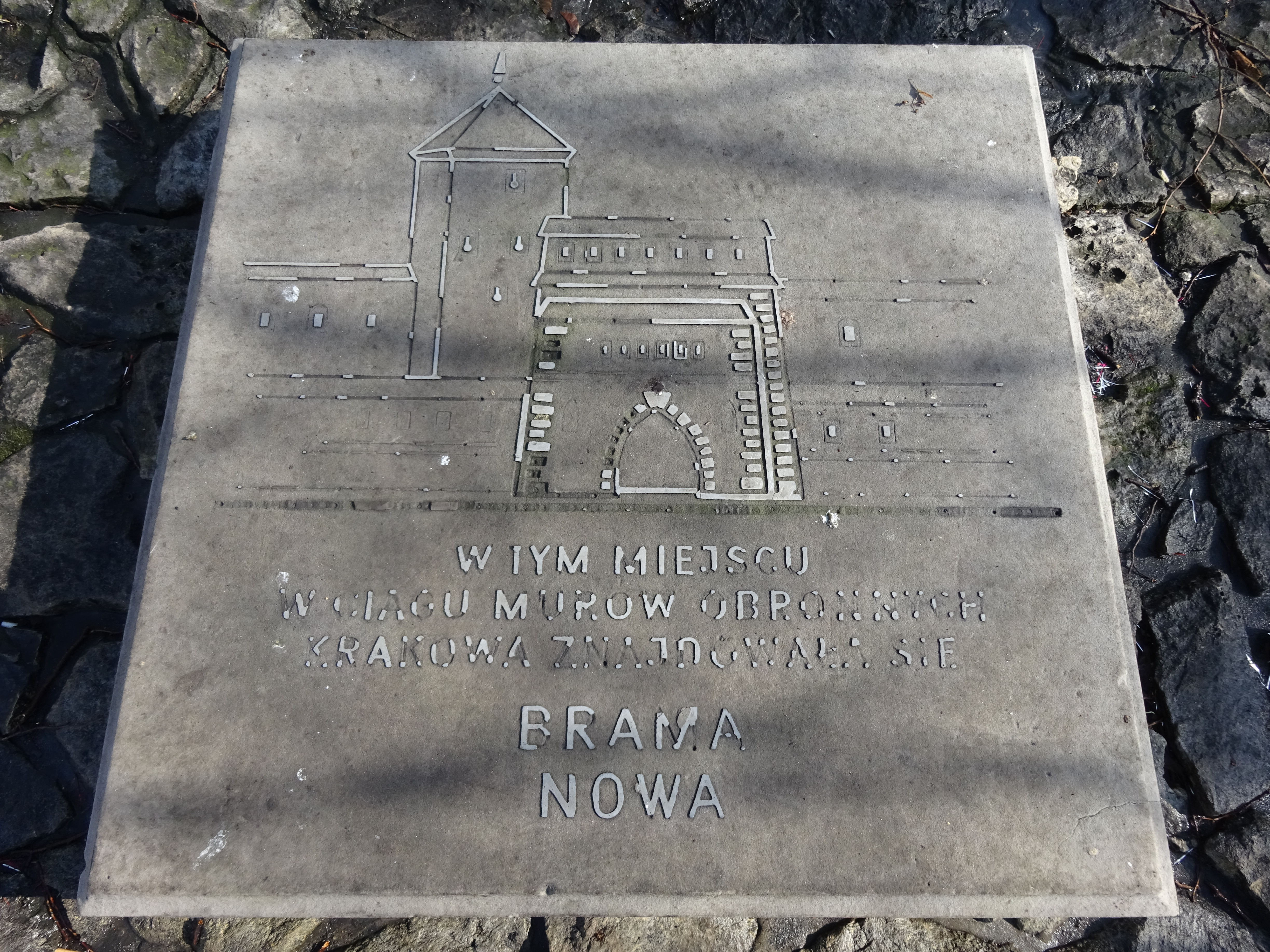
Stara tablica upamiętniająca Bramę Nową (2016)